# Мерка (Радибор)
Ме́рка или Ме́рков (нем. Merka; в.-луж. Měrkowо файле) — деревня в Верхней Лужице, Германия. Входит в состав коммуны Радибор района Баутцен в земле Саксония. Подчиняется административному округу Дрезден.

## География
Через деревню проходит автомобильная дорога 106 (Кляйнвелька — Милькель). Находится примерно в семи километрах севернее Будишина на северной границе Лужицких гор. Соседние населённые пункты: на севере — деревня Каменей и на востоке — деревня Мала-Дубрава коммуны Гросдубрау и на юге — деревня
Лютобч.

## История
Впервые упоминается в 1524 году под наименованием Merkhe/ Merko.
В XVII веке в деревне начал работать кирпичный завод. С 1842 года в окрестностях деревни начали добывать бурый уголь, песок и белую глину. Песок использовался для строительства в 1906 году участка железнодорожной линии Лёбау — Радибор. В этом же году была около деревне была построена железнодорожная станция с наименованием соседней деревни Луттовиц (Лютобч).
С 1936 по 1994 года входила в состав коммуны Луттовиц. С 1994 года входит в состав современной коммуны Радибор.
В настоящее время деревня входит в состав культурно-территориальной автономии «Лужицкая поселенческая область», на территории которой действуют законодательные акты земель Саксонии и Бранденбурга, содействующие сохранению лужицких языков и культуры лужичан.
Исторические немецкие наименования:
- Merkhe, Merko, 1524
- Mergkaw, 1658
- Mörckau, 1732
- Mercka, 1768
- Mercke, 1777
- Mercka, Mircka, 1791
- Mirka, 1840
- Merka, 1875

## Население
Официальным языком в населённом пункте, помимо немецкого, является также верхнелужицкий язык.
Согласно статистическому сочинению «Dodawki k statisticy a etnografiji łužickich Serbow» Арношта Муки в 1884 году проживало 146 человек (из них — 137 серболужичан (94 %)).
| 1834 | 1871 | 1890 | 1910 | 1925 | 2011 | 2016 |
| ---- | ---- | ---- | ---- | ---- | ---- | ---- |
| 110  | 164  | 157  | 149  | 162  | 142  | 120  |

## Достопримечательности
Памятники культуры и истории земли Саксония
- Каменный дорожный указатель, ул. Dorfstraße 11, 1886 год (№ 09253185)
- Восточная конюшня с сараем (Östliches Wohnstallhaus und Scheune über Eck), ул. Dorfstraße 12, 1800 год (№ 09253208)
- Конюшня, ул. Dorfstraße 14 (№ 09253186)

## Известные жители и уроженцы
- Бранкачк, Ахим (1926—2013) — серболужицкий музыкальный педагог, музыкальный критик, композитор и хормейстер, писатель
- Михалк, Мария (род. 1949) — германский политик и лужицкий общественный деятель. Депутат Народной палаты ГДР и Бундестага
- Цыж, Бярнат (род. 1951) — серболужицкий общественный деятель. Председатель общества «Домовина» (1990—1991).